# Agustín Zaragoza
Agustín Zaragoza Reyna (18 agosto 1941) è un ex pugile messicano.

## Palmarès

### Olimpiadi
- 1 medaglia:
  - 1 bronzo (Città del Messico 1968 nei pesi medi)